# Pangrapta robiginosa
Pangrapta robiginosa är en fjärilsart som beskrevs av Kardakoff 1928. Pangrapta robiginosa ingår i släktet Pangrapta och familjen nattflyn. Inga underarter finns listade i Catalogue of Life.